# Be Yourself (Jay B)
Be Yourself è il terzo EP del cantante sudcoreano Jay B, pubblicato il 21 settembre 2022.

## Descrizione
Dopo aver firmato con CDNZA Records il 25 luglio 2022, Jay B inizia immediatamente a lavorare a un nuovo album, partendo con la scrittura dei testi, e Be Yourself viene annunciato il successivo 2 settembre. Il tema del disco è esprimersi liberamente senza curarsi di cosa pensino gli altri ed è nato dai suggerimenti inviati al cantante dai fan su che genere di musica avrebbero voluto sentire. Jay B ha dichiarato di non aver deciso il tema in anticipo, ma di averlo sviluppato lavorando e di aver pensato di voler parlare di come fosse diventato più forte. Controparte "solare" di SOMO:Fume e Love., Be Yourself trae ispirazione dalle radici da b-boy del cantante, festeggiando la libertà e l'amicizia in un'atmosfera pop di gratitudine.
Con lo pseudonimo Def., Jay B è accreditato per i testi o le musiche di tutte le tracce. Il primo brano, Go Up, è di genere funk pop, al quale combina il new jack swing, e il testo parla di andare oltre le aspettative altrui e trovare la vera libertà. Break It Down, collaborazione con il rapper Sik-K, esorta a provare qualcosa di nuovo, Livin' parla di darsi degli obiettivi indipendenti e delle aspettative per il futuro e The Way We Are è un messaggio per i fan. Le ultime due canzoni sono interamente in inglese: Fountain of Youth esprime il valore dell'amicizia, mentre il brano lento R&B Holyday, basato sul gospel, è un ringraziamento e un incoraggiamento a conquistare il mondo.

## Accoglienza
Divyansha Dongre di Rolling Stone India ha commentato: "L'ingegnosa narrazione di Be Yourself, con un paesaggio sonoro e una performance vocale meravigliosi, tesse un'atmosfera tranquilla, rendendo facile per l'ascoltatore non solo capire Jay B a un livello più profondo, ma anche seguire perfettamente il suo corso di pensieri. Sebbene sia lungo solo sei tracce, l'EP è tematicamente conciso con un messaggio chiaro, e raramente divaga dal suo tema centrale. Non è lontano dall'essere l'equivalente sonoro di una guida di auto-aiuto che insegna come vivere piuttosto che limitarsi a esistere".
Per Nandini Iyengar di Bollywood Hungama, "con Be Yourself ci presenta un Jay B che dipinge un'immagine vibrante del vivere nel momento e il più onestamente possibile". Ha osservato che il cantante, oltre a dare un assaggio dei suoi pensieri e ringraziare di cuore i membri dei Got7 e i fan, avesse fuso generi diversi, melodie sonoramente belle e testi ponderati, concludendo "Be Yourself dà senz'altro la sensazione di un album primaverile ed è un trionfo assoluto nella sua discografia".
NME ha definito Be Yourself "un'opera tanto complessa quanto coesa", il cui merito va "alla voce dolorosamente cristallina di Jay B, che colpisce quando meno te lo aspetti, che giochi con registri alti o bassi, con versi hip hop o ballate travolgenti". In un articolo sulle canzoni uscite a settembre 2022 da ascoltare, la giornalista Jeon Hyo-jin di Sports Dong-a ha consigliato Break It Down, commentando che il disco stesso fosse una rappresentazione della libertà e mettesse a proprio agio, e domandandosi fin dove potesse espandersi lo spettro musicale di Jay B.
A fine anno è stato incluso tra i dischi migliori del 2022 da Bandwagon, che ne ha lodato la ricchezza sonora e l'esplorazione di altri generi oltre all'R&B per cui Jay B è noto.

## Tracce
1. Go Up – 2:39 (testo: Def., Son Jung-hwa (Jam Factory), Yoo Da-eun (Jam Factory), Sabon – musica: Thomas Troelsen, Sandro Cavazza, Dhani Lennevald)
2. Break It Down (feat. Sik-K) – 2:51 (testo: Def., Sik-K, Leon – musica: Def., Sik-K, Leon, Royal Dive)
3. Livin' – 3:11 (testo: Def. – musica: Def., Junny, Royal Dive)
4. The Way We Are – 2:29 (testo: Def., Joo Yoon-kyung, Sabon, Cha Yu-bin – musica: Ryan "Rykeyz" Williamson, Dewain Whitmore Jr., Patrick "J. Que" Smith)
5. Fountain of Youth – 3:09 (testo: Andrew Stoelzing, Troy – musica: Def., Andrew Stoelzing, Dougie F, Im Jung-woo, Paprikaa)
6. Holiday – 3:07 (testo: Troy – musica: Def., iHwak, Mirror Boy, Royal Dive)

Durata totale: 17:26

## Personale
- Def. (Jay B) – testi (tracce 1-4), musiche (tracce 2-3, 5-6)
- Son Jung-hwa (Jam Factory) – testi (traccia 1)
- Yoo Da-eun (Jam Factory) – testi (traccia 1)
- Sabon – testi (tracce 1, 4)
- Thomas Troelsen – musiche (traccia 1), arrangiamenti (traccia 1), controcanto (traccia 1), batteria (traccia 1), tastiera (traccia 1), sintetizzatore (traccia 1)
- Sandro Cavazza – musiche (traccia 1)
- Dhani Lennevald – musiche (traccia 1)
- Park Eon-seo – controcanto (tracce 1-2)
- Sik-K – testi (traccia 2), musiche (traccia 2)
- Leon – testi (traccia 2), musiche (traccia 2)
- Royal Dive – musiche (tracce 2-3, 6), arrangiamenti (tracce 2-3, 6), direzione (tracce 2-3)
- Shin Sang-ho – controcanto (traccia 2)
- Jeon Byung-seon – basso (tracce 2-3)
- Junny – musiche (traccia 3)
- Jo Sung-hwak – controcanto (traccia 3)
- Hong Yeong-in – piano (traccia 3)
- Joo Yoon-kyung – testi (traccia 4)
- Cha Yu-bin – testi (traccia 4)
- Ryan "Rykeyz" Williamson – musiche (traccia 4), arrangiamenti (traccia 4)
- Dewain Whitmore Jr. – musiche (traccia 4)
- Patrick "J. Que" Smith – musiche (traccia 4)
- Andrew Stoelzing – testi (traccia 5), musiche (traccia 5)
- Troy – testi (tracce 5-6)
- Dougie F – musiche (traccia 5)
- Im Jung-woo – musiche (traccia 5), arrangiamenti (traccia 5)
- Paprikaa – musiche (traccia 5), arrangiamenti (traccia 5), direzione vocale (tracce 1, 4)
- iHwak – musiche (traccia 6), direzione (traccia 3)
- Mirror Boy – musiche (traccia 6), arrangiamenti (traccia 6)
- Lee Kyung-won – registrazione (tracce 1, 3), editing digitale (traccia 1)
- Ahn Chang-gyu – registrazione (tracce 1-2), editing digitale (tracce 1-2)
- Gu Jong-pil – missaggio (traccia 1)
- Kwon Nam-woo – mastering (tracce 1, 3)
- Park Gyeong-seon – missaggio (traccia 2), mastering (traccia 2)
- Kwon Yoo-jin – editing digitale (traccia 3)
- Bcalm – missaggio (traccia 3)

## Successo commerciale
Il giorno successivo all'uscita, il disco ha raggiunto 34 primi posti sulla iTunes Top Albums Chart, mentre Go Up 23 sulla iTunes Top Songs Chart.
Be Yourself ha esordito settimo in Corea del Sud sulla Circle Weekly Album Chart, con 34 000 copie vendute. È stato invece il 16º album più venduto nel mese di settembre 2022, con 51 453 copie.

## Classifiche
| Classifica (2022) | Posizione massima |
| ----------------- | ----------------- |
| Corea del Sud     | 7                 |